# Amegilla lutulenta
Amegilla lutulenta es una especie de abeja excavadora perteneciente al género Amegilla, categorizada en la tribu Anthophorini, de la subfamilia Apinae. Fue descrita científicamente por el entomólogo alemán Johann Christoph Friedrich Klug en 1845.
Suele habitar en biomas desérticos donde ha sido reportada. Suele ser muy activa durante los meses de marzo y abril.

## Distribución
La especie se distribuye por Egipto e Israel.